# Quế Bình
Quế Bình (chữ Hán giản thể: 桂平市, bính âm: Guìpíng Shì) là một thành phố cấp huyện thuộc địa cấp thị Quý Cảng, tỉnh Quảng Tây, Cộng hòa Nhân dân Trung Hoa. Thành phố này có diện tích 4.074 km², dân số năm 2005 là 1,7 triệu người, trong đó dân số thành thị là 200.000 người. Các dân tộc sinh sống ở đây gồm có: người Hán, người Miêu. Chính quyền thành phố đóng tại khu Phượng Hoàng Tân. Mã số bưu chính là 537200, mã vùng điện thoại là 0775. Về mặt hành chính, thành phố này được chia thành 21 trấn và 5 hương.